# Dacha (Abjasia)
Dacha (en georgiano: დაჩა; en abjasio: Дача; en armenio: Դաչա) es una aldea que pertenece a la parcialmente reconocida República de Abjasia, dentro del distrito de Ochamchire, aunque de iure es parte del municipio de Ochamchire de la República Autónoma de Abjasia de Georgia.

## Toponimia
Entre 1950 y 1953 se conoció como Agaraki (en georgiano: აგარაკი).

## Geografía
Dacha se encuentra a 28 km de Ochamchire. Las aldea se administra desde el pueblo de Arakichi.  

## Historia
La aldea de Dacha fue fundada por armenios de Ordu en 1914.  

## Economía
Los habitantes se dedican al cultivo de tabaco, té y maíz, a la fruticultura, a la cría de ganado y a la producción lechera. 

## Infraestructura
El pueblo tenía una escuela primaria armenia y una clínica veterinaria.